# Besetzung Sachalins
Port Arthur (Seeschlacht) – Tschemulpo – Yalu – Nanshan – Te-li-ssu – Hitachi-Maru-Vorfall – Motien-Pass – Tashihchiao – Hsimucheng – Port Arthur (Belagerung) – Gelbes Meer – Ulsan – Korsakow – Liaoyang – Shaho – Sandepu – Mukden – Tsushima – Sachalin
Die Besetzung Sachalins war eine Operation des Kaiserlich Japanischen Heeres während des Russisch-Japanischen Krieges und fand vom 24. Junijul. / 7. Juligreg. bis 18. Julijul. / 31. Juli 1905greg. statt. Sie sollte das Kaiserlich Russische Heer von der Insel Sachalin (jap.: Karafuto) vertreiben, um bei den bevorstehenden Verhandlungen im amerikanischen Portsmouth weiteren Druck auf die russische Delegation auszuüben. Die Operation war die letzte militärische Konfrontation der beiden Kriegsparteien. Am 5. September 1905 endete der Krieg.

## Vorgeschichte
Nach der Schlacht von Tsushima sah sich Zar Nikolaus II. gezwungen, das Verhandlungsangebot des amerikanischen Präsidenten Theodore Roosevelt anzunehmen. Obwohl Japan aus zahlreichen Land- und Seegefechten als Sieger hervorgegangen war, waren die Kriegsanstrengungen dem Land anzumerken. Am 6. Juni 1905 gaben die japanischen Abgesandten Komura Jutarō und Takahira Kogorō dem amerikanischen Präsidenten ihre Bereitschaft für Verhandlungen zu verstehen. Nikolaus II. wollte umgehend das Friedensangebot annehmen, bevor Russland Gefahr lief, dass die Japaner die russische Insel Sachalin angreifen und besetzen würden.
In Japan hatte es seit Beginn des Krieges zwiespältige Diskussionen darüber gegeben, ob Sachalin anzugreifen sei oder nicht. Letztendlich fiel die Entscheidung, Sachalin zu besetzen, am 15. Juni 1905. Die Operation wurde der kurz zuvor aufgestellten japanischen 13. Division unter General Haraguchi Kensai übertragen.

## Kämpfe auf Sachalin

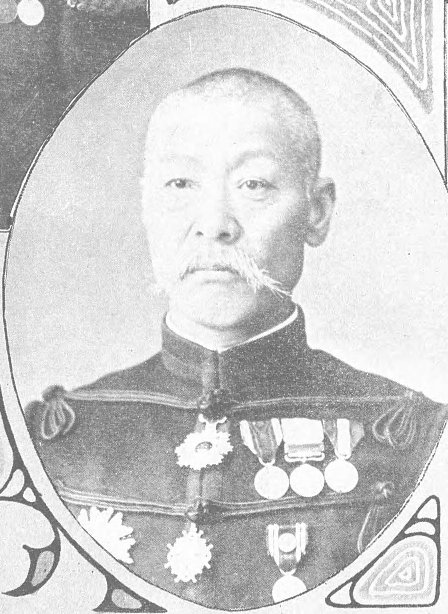
General Haraguchi Kensai, Befehlshaber der Operation zur Besetzung Sachalins, 1904

Gleich zu Beginn des Krieges im Februar 1904 wurden auf Sachalin alle wehrfähigen Männer zum Kriegsdienst einberufen. Darunter waren Jäger und Farmer, aber auch Strafgefangene oder Exilanten, die für die Dauer der Kämpfe freigestellt wurden. Die Ausbildung für diese Einheiten ging nur schleppend voran, denn erst im April 1905 trafen Ausbildungs-Offiziere ein.

### Guerillakampf im Süden
Die Stärke der im Süden der Insel stationierten russischen Truppen war für einen offenen Kampf nicht ausreichend. Deshalb teilte General Ljapunow seine verfügbaren Kräfte in fünf Einheiten auf, die nach Landung der Japaner umgehend zum Guerillakampf übergehen sollten. Jeder der Einheiten war dabei ein eigenes Gebiet zugewiesen:
1. Gebiet um Korsakow: Oberst Arzischewski, 415 Mann, acht 47-mm-Geschütze und drei Maschinengewehre[1] bzw. zehn Geschütze (darunter zwei 12-cm und zwei 47-mm-Geschütze, die vom Geschützten Kreuzer Nowik nach dem Seegefecht vor Korsakow geborgen wurden und in einer Küstenbatterie unter dem Befehl von Leutnant Maksimow aufgestellt waren).[2]
2. Gebiet um den See Tunaitscha: Hauptmann Grotto-Slepikowski, zirka 190 (178[2]) Mann, ein Maschinengewehr
3. Gebiet um das Dorf Sewastjanowka: 160 (157[2]) Mann
4. Gebiet um den Fluss Ljutoga: Hauptmann Dairskowo, 180 (184[2]) Mann
5. Gebiet um den Fluss Naiba: Hauptmann Bykow, 225 (226[2]) Mann

Am 7. Juli 1905 landeten zwei japanische Truppenkontingente, die von Schiffseinheiten der Kaiserlich Japanischen Marine eskortiert wurden. Die Schiffe hatten noch einige Wochen zuvor an der Seeschlacht von Tsushima teilgenommen. Die Japaner landeten zwischen Aniwa und Korsakow in der Aniwa-Bucht und bewegten sich danach auf Korsakow zu. Dort verteidigten die Russen unter Oberst Arciszewski die Stadt 17 Stunden lang, mussten sich jedoch zurückziehen. Nach der Einnahme Korsakows marschierten die Japaner Richtung Norden und eroberten am 10. Juli Wladimirowka. Westlich davon gruben sich Arzischewskis Gruppe ein, um den Japanern erneut Widerstand zu leisten. Nachdem die Japaner die Russen an den Flanken umgangen hatten, zogen sich diese hastig in die Berge zurück. Über 200 Russen wurden gefangen genommen, während die Japaner 18 Tote und 58 Verwundete zu beklagen hatten. Am 16. Juli musste Oberst Arzischewski aufgeben und kapitulierte mit seinen verbliebenen Männern. Lediglich eine kleine Gruppe um Hauptmann Boris Sterligow entkam und setzte sich nach Nordsachalin ab.

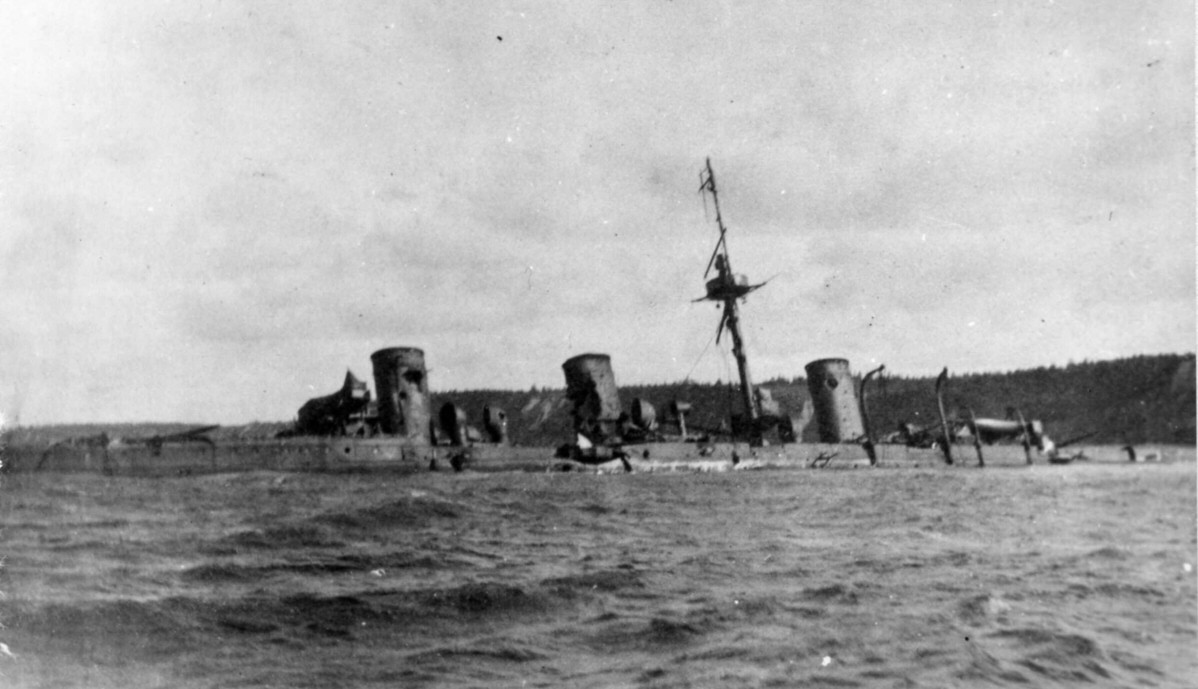
Wrack der Nowik nahe Korsakow

Die Gruppe um Hauptmann Bykow hatte von der Landung der Japaner gehört und stellte diesen bei den Dörfern Romanowskoje und Otradna Hinterhalte, bei denen den Japanern empfindliche Verluste beigebracht werden konnten. Trotzdem konnte Bykows Gruppe die Japaner nicht aufhalten und zog sich nach Überquerung der Newelskoi-Straße nach Nikolajewsk am Amur zurück. Dabei verlor er 54 Mann.
Die restlichen drei russischen Guerillagruppen waren nicht in Kämpfe verwickelt.

### Im Norden
Am 24. Juli 1905 landeten die Japaner nahe Alexandrowsk-Sachalinski. Die Stärke der russischen Truppen in Nordsachalin betrug über 5.000 Mann unter dem direkten Befehl von General Ljapunow. Wegen der numerischen und materiellen Überlegenheit der Japaner zogen sich die Russen aus der Stadt zurück und kapitulierten wenige Tage später am 31. Juli 1905.

## Verluste
Die Japaner hatten Sachalin mit minimalem Aufwand und geringen Verlusten in ihren Besitz gebracht. Die russischen Verluste beliefen sich hingegen auf 181 Tote und 3.270 Gefangene. Die Gründe für den geringen russischen Widerstand lagen in der geringen Moral der Soldaten, die zum größten Teil aus Strafgefangenen und Deportierten mit wenig oder keinerlei militärischer Ausbildung bestanden. Hinzu kam, das nur ungenügend Telefon- und Telegraphenverbindungen vorhanden waren, um militärische Aktionen abzustimmen. Selbst General Ljapunow hatte nur begrenztes militärisches Wissen und war im Zivilleben Rechtsanwalt.

## Folgen
Laut dem Vertrag von Portsmouth verblieb der Süden Sachalins bei Japan. Als Grenze diente dazu der 50. Breitengrad. Erst Ende 1945 konnte Russland die Insel wieder vollständig in Besitz nehmen. Das Volk der Ainu, der Ureinwohner Nord-Japans, hatte Sachalin seit dem 12. Jahrhundert besiedelt. Teile der Ainu waren zur russisch-orthodoxen Kirche übergetreten und sprachen auch Russisch. Trotzdem wurden sie 1945 nach dem Sieg der Roten Armee nach Japan zwangsdeportiert.